# Nicolas Cotoner
Nicolas Cotoner (Nicolau Cotoner i d'Olesa ur. 1608) – 61. Wielki Mistrz Zakonu Rycerzy Szpitalników Świętego Jana Jerozolimskiego w latach 1663–1680.
Urodził się w roku 1608 (dokładna data nie jest znana) na Majorce. Jego ojcem był Marc Antoni Cotoner i de Santmartí, matką – Juana de Oleza i Campfullos, bratem zaś – jego poprzednik na tronie Wielkich Mistrzów – Raphael Cotoner.
Wiadomo, że był Baliwem Majorki. Po śmierci swojego brata Rafaela, piastującego stanowisko Wielkiego Mistrza Zakonu Rycerzy świętego Jana, został w dniu 23 października 1663 roku jednogłośnie wybrany na jego następcę. Był to, w historii Zakonu, drugi (i ostatni) przypadek wyboru brata zmarłego Wielkiego Mistrza, na jego następcę. Poprzednio miało to miejsce na przełomie XIII/XIV w., w czasie pobytu Zakonu na Cyprze (bracia de Villaret).
Okres rządów Nicolasa Cotonera charakteryzuje się morskimi wyprawami przeciw Turkom, podobnymi do tych, podejmowanych przez jego poprzedników. Flota Zakonu wychodziła z nich na ogół zwycięsko.
Po upadku Kandii w roku 1669, Nicolas Cotoner wzmocnił i polepszył fortyfikacje Malty, obawiając się ataku Turków osmańskich. Sfinansował budowę Cottonera Lines, które otrzymały nazwę na jego cześć. Fortyfikacje te mogły pomieścić, na wypadek ataku, do 40 000 ludzi. W czasie rządów Cotonera zbudowano również Fort Ricasoli oraz zmodyfikowano Floriana Lines.
Cotoner, strateg i dyplomata, znacznie podniósł prestiż Zakonu, głównie we Francji, Wenecji i Anglii. W roku 1674 ufundował na Malcie szkołę anatomii i medycyny, jako dodatek do Sacra Infermeria. W tym samym roku napisał (po włosku) konstytucję i statuty Zakonu. Kontynuował prace remontowe konkatedry św. Jana, rozpoczęte przez jego brata Rafaela. Wiele wspaniałych dekoracji katedry powstało w tym czasie, włączając w to dekoracje na suficie, namalowane przez kalabryjskiego artystę Mattia Preti’ego, jak też rzeźby i złocenia na ścianach.

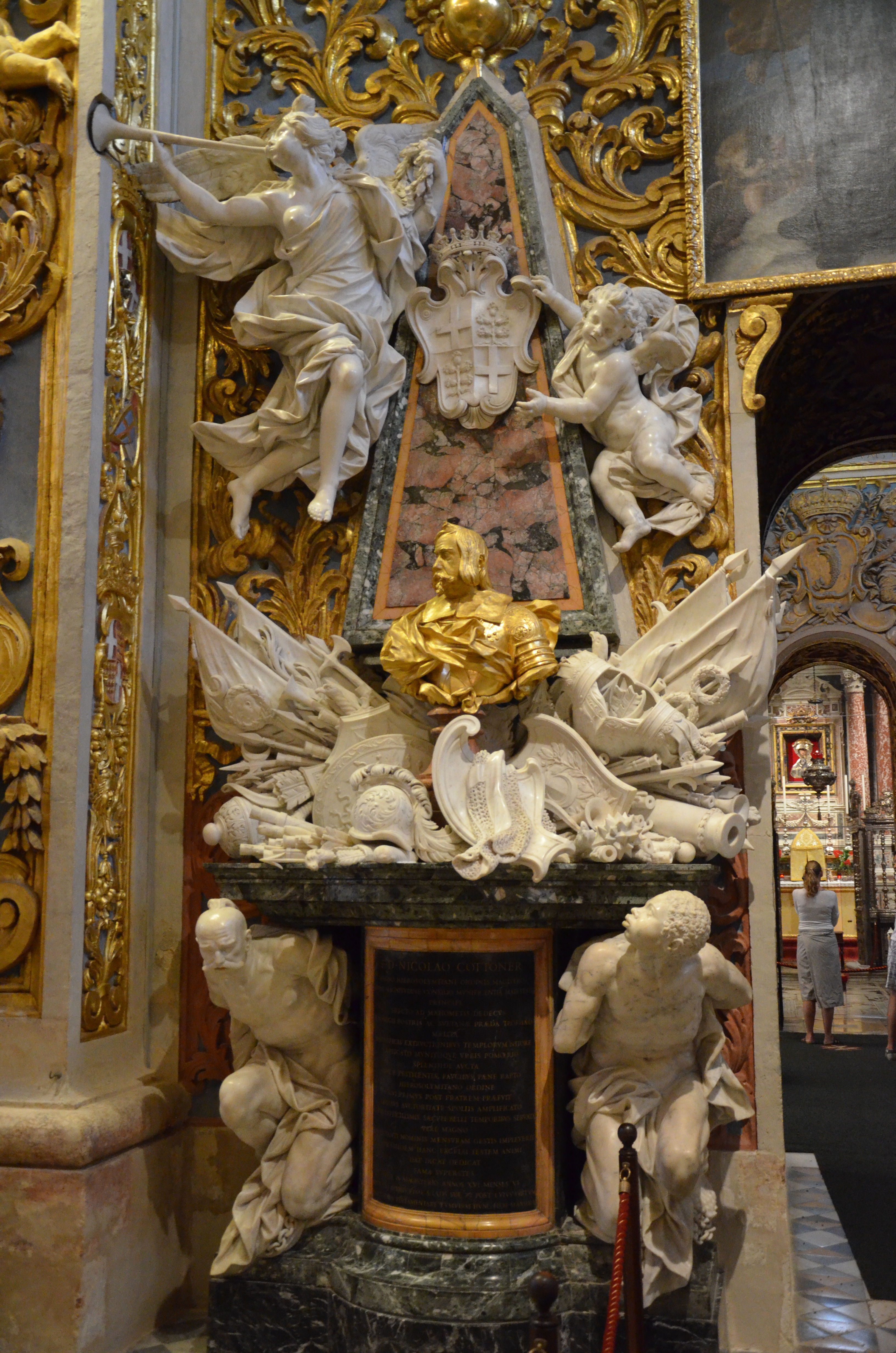
Pomnik nagrobny Nicolasa Cotonera

Po pełnej sukcesów szesnastoletniej służbie Zakonowi, Nicolas Cotoner zmarł 29 kwietnia 1680 roku, ku wielkiej rozpaczy współbraci i mieszkańców Malty, których zjednał sobie mądrymi rządami. Pochowany został w Katedrze św. Jana w Valletcie, w kaplicy Języka Aragonii.
Pomnik nagrobny Wielkiego Mistrza Nicolasa Cotonera, umiejscowiony w widocznym miejscu, po prawej stronie głównego ołtarza kaplicy, został wykonany przez Domenico Guidiego, i jest jednym z najładniejszych rzeźb w katedrze. Pomnik składa się z grupy figur oraz akcesoriów bojowych, otaczających wykonane z brązu i pozłacane popiersie Wielkiego Mistrza. Powyżej znajduje się cherubin, trzymający tarczę herbową, oraz alegoria Sławy z triumfalną trąbką. Pomnik został zamontowany w kaplicy w roku 1686.